# 新興作曲家連盟
新興作曲家連盟 (しんこうさっきょくかれんめい) は、1930年から1940年まで存在した日本の音楽団体。当時は「新興作曲家聯盟」と表記されていた。日本現代音楽協会の前身。

## 概要
1930年4月、作曲家箕作秋吉と小松平五郎の呼び掛けに応じて10数人の新進作曲家が集まった。「既成の作曲家及びその協会に対して」「新しい音楽」の作曲意欲に燃える同志が「親睦と励ましあい」を兼ねた組織を作ろう、という理念のもとに、「新興作曲家連盟」が設立された。同月28日付の設立声明書には、池譲、石井五郎、伊藤昇、笈田光吉、清瀬保二、小松清、小松平五郎、近藤柏次郎、斎藤秀雄、塩入亀輔、菅原明朗、鈴木二三雄、橋本國彦、松平頼則、箕作秋吉、山本直忠の16名が名を連ねた。
連盟は発足後、会員の作品試演会や発表会を重ね、1934年12月に「近代日本作曲家連盟」と改称。更に1935年9月に「日本現代作曲家連盟」と改称し、国際現代音楽協会日本支部となる。国内の「音楽コンクール」「新響邦人作品コンクール」に毎年会員の作品を提出、また国際現代音楽協会主催の国際現代音楽祭にも多くの作品を提出した。
1940年には作曲家67名、演奏家21名、評論家32名という会員数に発展していたが、太平洋戦争開戦前夜の時局下、連盟は楽壇新体制促進同盟に吸収という形で解散した。なお楽壇新体制促進同盟は翌1941年に、日本音楽文化協会に改組された。同会は終戦後1945年10月に解散し、翌1946年2月連盟は日本現代音楽協会として再発足した。

## 主な会員
- 作曲家：安部幸明、池内友次郎、石井五郎、市川都志春、伊藤昇、伊福部昭、大木正夫、大沢寿人、大築邦雄、大中寅二、荻原利次、小倉朗、尾崎宗吉、尾高尚忠、紙恭輔、貴志康一、貴島清彦、清瀬保二、呉泰次郎、江文也、古関裕而、小船幸次郎、小松清、小松平五郎、斎藤秀雄、塩入亀輔、菅原明朗、高木東六、宅孝二、橋本國彦、服部正、早坂文雄、平井康三郎、平尾貴四男、深井史郎、松平頼則、箕作秋吉、守田正義、諸井三郎、山田和男 (一雄)、山田耕筰、山本直忠、吉田隆子
- 演奏家：井口基成 (Pf)、井上頼豊 (Vc)、太田綾子 (Sop)、倉知緑郎 (Pf)、近衛秀麿 (指揮)、鈴木鎮一 (Vn)、関種子 (Sop)、豊増昇 (Pf)、四谷文子 (Sop)
- 評論家：牛山充、太田太郎、大田黒元雄、河上徹太郎、野村光一、堀内敬三、増沢健美、山根銀二

(『戦前の作曲家たち：ドキュメンタリー新興作曲家連盟：1930-1940』より抜粋)

## 主な演奏会・行事
- 1930年6月16日 新興作曲家連盟第1回試演会[13]
- 1930年11月22日 新興作曲家の集ひ
- 1931年6月22日 第1回新作曲家の夕
- 1932年11月28日 新進作曲家の夕
- 1933年3月22日 タンスマン氏レセプション
- 1933年10月21日 洋楽の夕 (第2回邦人作曲の夕)
- 1934年9月26日 チェレプニン歓迎茶話会
- 1935年2月14日 チェレプニン懇親会
- 1935年5月14日 第1回オーディション
- 1936年8月18日 現代日本音楽の夕
- 1936年12月9日 日本現代作曲家連盟第1回作品発表会
- 1937年3月16日 日独交換演奏会「極東音楽の夕」
- 1937年6月4日 日本現代作曲家連盟第3回作品発表演奏会
- 1937年11月15日 第1回日独作品交換演奏会「現代ドイツ音楽の夕」
- 1938年2月15日 日仏交換音楽会
- 1938年12月19日 日本現代作曲家連盟第7回定期公演「室内楽の夕」
- 1939年6月21日 日本現代作曲家連盟第9回作品発表会
- 1939年12月18日 日本現代作曲家連盟第10回作品発表会
- 1940年5月3日 皇紀二千六百年奉祝日本現代作曲家連盟創立10周年作品発表会第1夜 (第11回作品発表会)
- 1940年5月10日 皇紀二千六百年奉祝日本現代作曲家連盟創立10周年作品発表会第2夜 (第12回作品発表会)
- 1940年5月24日 皇紀二千六百年奉祝日本現代作曲家連盟創立10周年作品発表会第3夜 (第13回作品発表会)

(『戦前の作曲家たち：ドキュメンタリー新興作曲家連盟：1930-1940』より抜粋)